# Albert E. Mead
Albert Edward Mead, född 14 december 1861 i Manhattan i Kansas, död 19 mars 1913 i Bellingham i Washington, var en amerikansk republikansk politiker. Han var Washingtons guvernör 1905–1909.
Mead studerade juridik vid Union College of Law (numera Northwestern University School of Law) och inledde sin karriär som advokat i Wichita. Han flyttade till Washingtonterritoriet strax innan området fick delstatsstatus. År 1892 tjänstgjorde han som borgmästare i Blaine.
Mead efterträdde 1905 Henry McBride som Washingtons guvernör och efterträddes 1909 av Samuel G. Cosgrove.
Mead avled 1913 och gravsattes på Bayview Cemetery i Bellingham.